# Sundsvalls Gustav Adolfs gravkapell

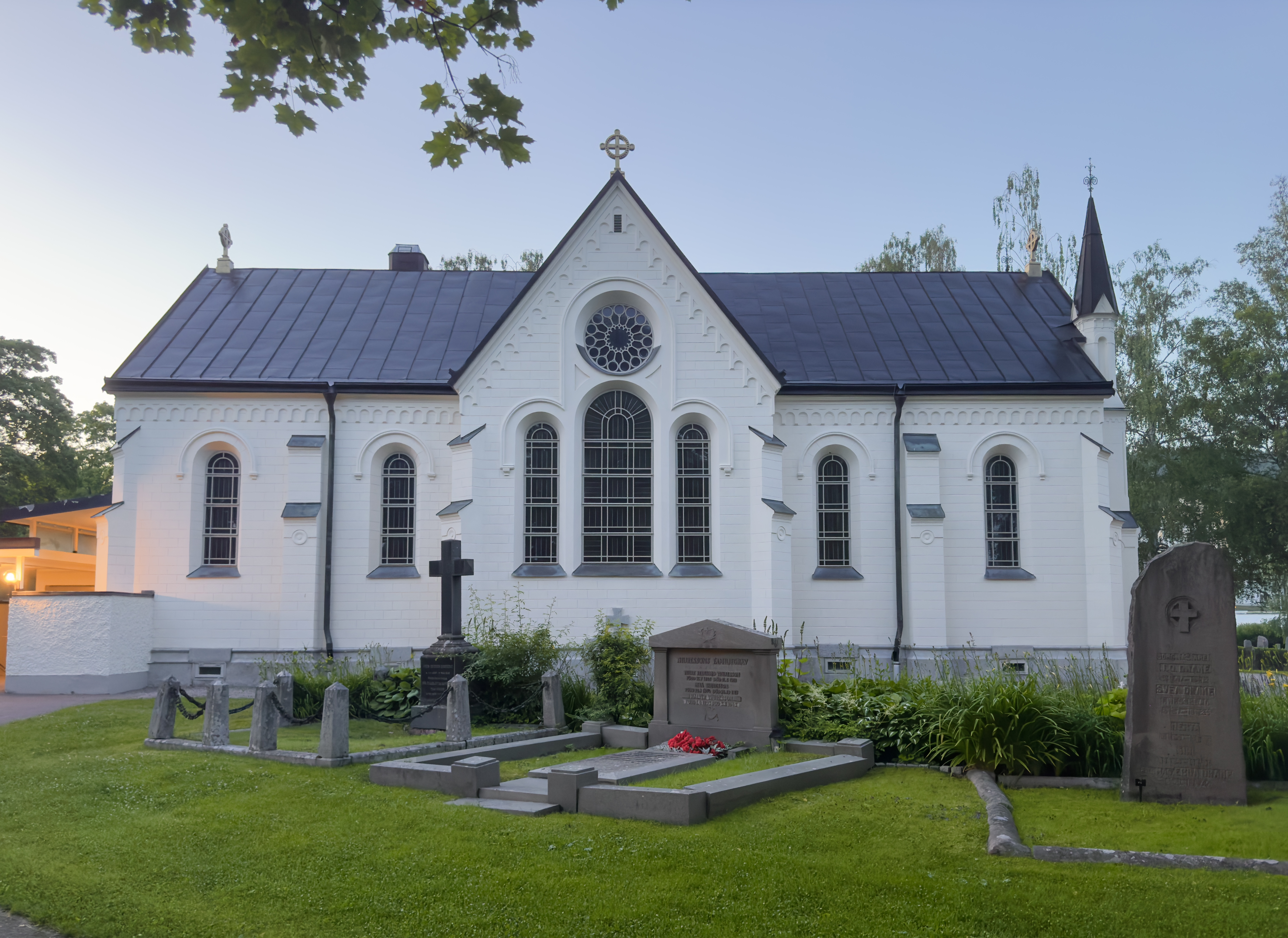
Gustav Adolfs gravkapell, fasad från syd.

Sundsvalls Gustav Adolfs gravkapell är en kyrkobyggnad öster om Granlohög, Sundsvall som hör till Sundsvalls  församling i Svenska kyrkan. Kapellet invigdes den 14 september 1886.